# Altamura Calcio 1992-1993
Questa voce raccoglie le informazioni riguardanti  l'Altamura Calcio nelle competizioni ufficiali della stagione 1992-1993.

## Rosa
| N. |                   | Ruolo | Calciatore              |
| -- | ----------------- | ----- | ----------------------- |
|    | Italia (bandiera) | P     | Saverio Abrescia        |
|    | Italia (bandiera) | A     | Gaetano Amatulli        |
|    | Italia (bandiera) | C     | Giannunzio Andolina     |
|    | Italia (bandiera) | A     | Michele Angelastro      |
|    | Italia (bandiera) | D     | Domenico Baccilieri     |
|    | Italia (bandiera) | C     | Michele Battista        |
|    | Italia (bandiera) | C     | Vito Bitetto            |
|    | Italia (bandiera) | D     | Nicola Cassano          |
|    | Italia (bandiera) | C     | Angeloantonio Ciancotta |
|    | Italia (bandiera) | C     | Salvatore Colavito      |
|    | Italia (bandiera) | D     | Domenico Cornacchia     |
|    | Italia (bandiera) | A     | Nunzio Cuofano          |
|    | Italia (bandiera) | D     | Orlando D'Angelo        |
|    | Italia (bandiera) | C     | Paolo D'Angelo          |
|    | Italia (bandiera) | P     | Leonardo Della Torre    |
|    | Italia (bandiera) | A     | Giovanni Di Mattia      |
|    | Italia (bandiera) | C     | Francesco Di Nardo      |
|    | Italia (bandiera) |       | Di Palma                |

| N. |                   | Ruolo | Calciatore              |
| -- | ----------------- | ----- | ----------------------- |
|    | Italia (bandiera) | A     | Marcello Di Renzo       |
|    | Italia (bandiera) | C     | Fabrizio Ferazzoli (II) |
|    | Italia (bandiera) | C     | Mariano Fioranti        |
|    | Italia (bandiera) | A     | Giuseppe Innella        |
|    | Italia (bandiera) | P     | Giovanni Iurino         |
|    | Italia (bandiera) | D     | Matteo Lauriola         |
|    | Italia (bandiera) | D     | Emanuele Loiacono       |
|    | Italia (bandiera) | D     | Sandro Macerata         |
|    | Italia (bandiera) | C     | Giovanni Maglione       |
|    | Italia (bandiera) | D     | Pasquale Mirizzi        |
|    | Italia (bandiera) | D     | Massimiliano Palumbo    |
|    | Italia (bandiera) | C     | Maurizio Ruocco         |
|    | Italia (bandiera) | C     | Raffaele Sardone        |
|    | Italia (bandiera) | C     | Gennaro Sarnelli        |
|    | Italia (bandiera) | D     | Michele Sciacovelli     |
|    | Italia (bandiera) | D     | Carlo Tafuni            |
|    | Italia (bandiera) | C     | Vincenzo Tavarilli      |